# Гранд Бенд
Гранд Бенд је заједница смештена на обали језера Хјурон у југозападном Онтарију у Канади. Део је општине Ламтон Шорс.

## Историја
Гранд Бенд се налази на традиционалној територији индијских племена Атавандарон и Оџибве / Чипева. Уступљен је као део парцеле назване Хуронски тракт, у Уговору 1829. 1830-их група енглеских и шкотских насељеника куповала је парцеле од фирме за развој земљишта. Један од првобитних досељеника, Бењамин Брустер дао је своје име селу након што су он и његов пословни партнер Дејвид Смарт осигурали право на брану реке Аусабл и покренули пилану 1832. године. Сељани су углавном биле породице млинара и рибара. Њихове куће су се налазиле на јужној страни садашњег села.
Двадесет година Брустер је постојао као изолована дрвена заједница. До отварања аутопута за Годрич 1850. године и људи и намирнице морали су путовати водом. Када су путне везе завршене, село више није само зависило од шума због својих средстава за живот и појавиле су се могућности за нова предузећа.
Типично за многе пионирске заједнице, село је током историје мењало своје име — забележени су Брустерове ветрењаче (Brewster's Mills), Вебстервил и Самрвил. Рани француско-канадски насељеници у том подручју су данашње место села називали „Aux Croches“, „на завојима“. Гранд Бенд је преживео као име, можда зато што је било најприкладније — чврсти завој у увоју у првобитној Реци Аусабле, где су млинови први пут основани.

## Контроверзе око власништва над земљиштем
Noble v Alley
Побољшани путеви и долазак аутомобила пред крај века имали су највећи утицај на раст Гранд Бенда. Основана су предузећа која ће служити посетиоцима и путницима дуж аутопута, а са плажом је „The Bend“ постао летња дестинација. Међутим, 1940-их је Гранд Бенд постао средиште велике полемике у прекретничком судском случају Noble v Alley. Вулф, трговац из Лондона у Онтарију, суочио се са судским изазовима када је купио имање на плажи супротно рестриктивном савезу који забрањује власништво над парцелама или викендицама особама „јеврејске, хебрејске, семитске, црначке или обојене расе или крви". Случај је коначно саслушао Врховни суд Канаде који је пресудио да је рестриктивни пакт какав је конституисан неважећи.
Gibbs v Grand Bend
Крајем 1980-их, власник земљишта отишао је код Врховног суда Онтарија тражећи декларацију да је наследник целе северне плаже Гранд Бенд, на основу бесповратне помоћи додељене земљишту. Иако је била успешна на суђењу 1989. године срушена је пред Апелационим судом у Онтарију 1995. године који је сматрао да, иако плажа није представљала резервисано земљиште, власници су над њом изгубили власништво године због подразумеване посвећености и прихватања за јавну рекреацију. Пошто је од њега требало да омогући јавни приступ плажи, накнадно је посетиоцима наплаћивао накнаде за паркирање и лично је чистио плажу сваке ноћи. 1998. постигао је договор са провинцијом и селом Гранд Бенд о продаји имања. Постојао је одвојени континуирани спор око власништва у вези са луком на ушћу реке Аусабле.

## Садашњост
Гранд Бенд је дом разних продавница и ресторана. Главна улица је средиште активности у граду, где куповина током дана и ноћног живота током вечери привлачи гужве. Атмосфера Гранд Бенда дала је граду репутацију северне Флориде. Поред Главне улице, Гранд Бенд делује и као регионални културни центар, поносећи се уметничким галеријама у граду.
Данас, годишња популација Гранд Бенда од 2.000 људи напуни се на око 50.000 у летњим месецима током празничних викенда. Демографска популација Гранд Бенда је прилично разнолика. Породице које поседују куће за одмор у суседним заједницама долазе из Онтарија, Мичигена, па чак и из Њујорка, Флориде, Тексаса и америчке западне обале.
Град такође служи као кулиса документарне МТВ драме Grand Benders, снимљене од 2011. до данас, а у продукцији МДФ продукције.
Покрајински парк Пајнери и Музеј наслеђа Ламтон налазе се седам километара јужно од Гранд Бенда. Такође, у близини се може истражити низ „драгуља природе“ којима се приступа маркираним и уређеним пешачким стазама.